# Rubik's Revolution

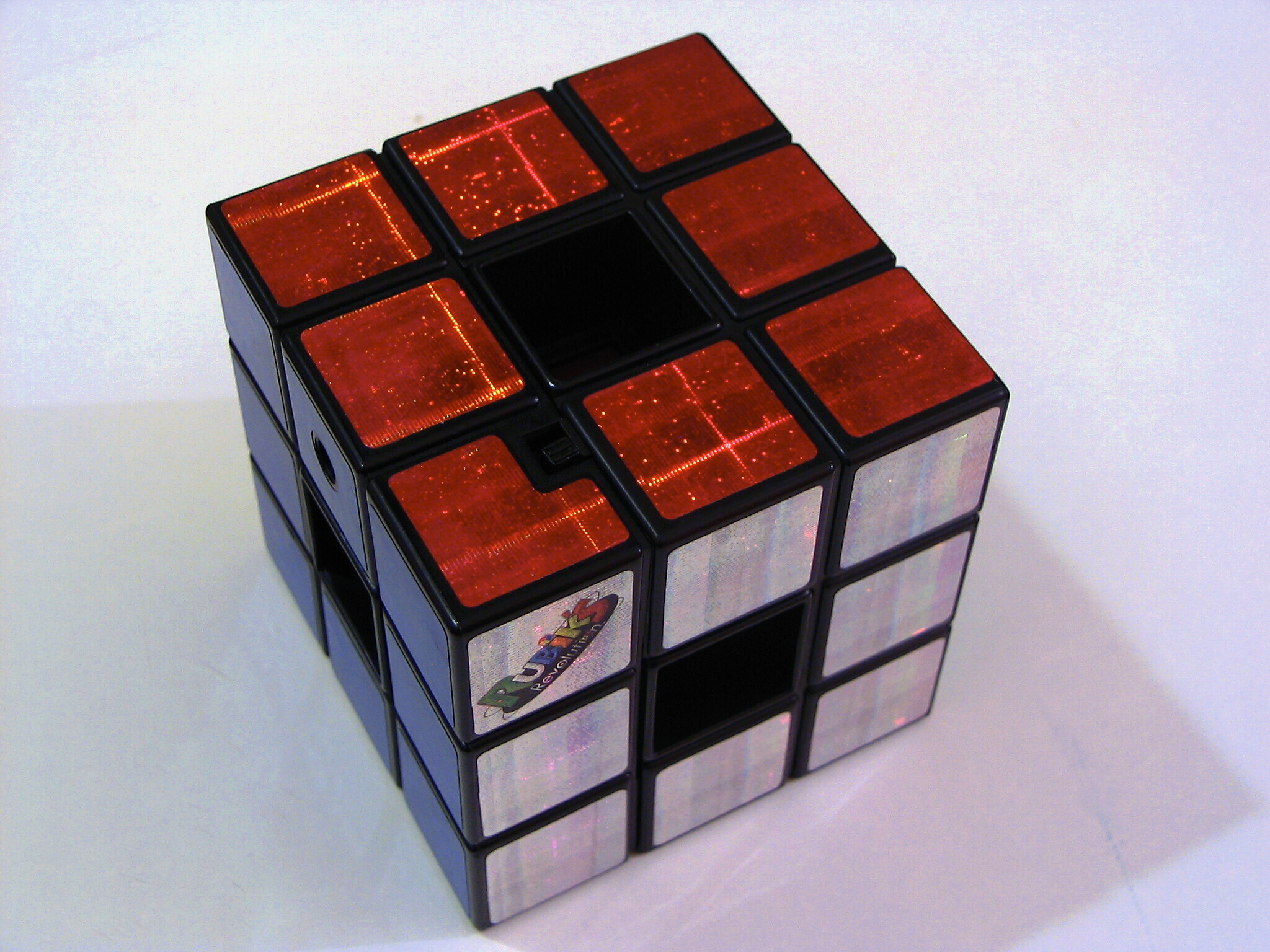
Rubik's Revolution

El Rubik's Revolution es un juego electrónico diseñado para parecerse al clásico rompecabezas, Cubo de Rubik. El dispositivo es un cubo único y rígido, es casi tan grande como un cubo del profesor, con cada cara subdividida en 9 cuadrados por cara. El cuadrado central de cada cara tiene un escondido botón LED iluminado de color que se corresponde con las pegatinas en los cuadrados restantes. El juego consiste en presionar los botones cuando se encienden o cuando se dirige a la voz grabada del juego.
Este modo de juego es completamente diferente al del Cubo de Rubik, a pesar de la semejanza física al Cubo de Rubik en el estado resuelto. No están separados sub cubos móviles como en el Cubo de Rubik, las 6 caras son uniformes, los colores no cambian, y las 9 facetas en cada cara son fijas en su lugar.

## Características
El Rubik's Revolution incluye 6 juegos electrónicos, usando los 6 botones iluminados en los cuadrados hundidos en el centro de cada cara del cubo y el altavoz interno. Estos juegos se llaman "Velocidad de la luz", "Recarga rápida", "Secuencia de pánico", "Cube Catcher", "Decifra el código", y "Locura múltiple". También hay una edición Titanio, un Micro Edition y una edición de Hielo. El Titanio viene equipado con un sistema de memoria que realiza un seguimiento de su puntaje. El Micro Edition es un cubo de llavero de estilo que sólo permite jugar una versión más corta de velocidad de la luz. Al igual que la edición Titanio, la edición de Hielo no solo mantiene un registro de sus resultados, sino también un seguimiento de su progreso. 
Una voz electrónica se utiliza para guiar a los jugadores, tanto durante el juego y para la configuración, como cambiar el volumen. Los juegos también emplean diversos efectos de sonido, tales como un suave "click" cuando se pulsa un botón. 

## Más Información/Anexos
Página principal: https://web.archive.org/web/20130809053716/http://www.goliathgames.es/rubik-revolution-resolver-solucion .
Manual de Instrucciones del Cubo Rubik's Revolution: https://web.archive.org/web/20120626041611/http://www.goliathgames.es/sites/default/files/instrucciones/rubik-revolution-instrucciones.pdf .
Este juego Fortalece las:
Habilidades Intelectuales: Fomenta la memoria, la velocidad perceptual y la organización espacial.
Habilidades Cognitivas: Promueve la concentración y el razonamiento.
Capacidades Físicas: Ayuda a la coordinación.

### Velocidad límite(Light Speed)
Un botón se ilumina, y el jugador tiene una cierta cantidad de tiempo para pulsar el botón correcto. A medida que el jugador avanza, el jugador tiene menos tiempo para pulsar el botón correcto. El juego finaliza cuando el jugador pulsa el botón equivocado, se queda sin tiempo o ganar el juego con la máxima puntuación de 999 (20 minutos). La versión Titanio de velocidad de la luz le permite anotar más de 2.384 puntos (más del equivalente a una hora de juego). la edición de Hielo le permite anotar más de 9.999 puntos (que es 7.615 puntos más que la edición de Titanio). A diferencia de la original, del Titanio y del Hielo, el Micro Edition cuenta con un sistema de clasificación de lo bien que una persona juegue. El Micro Edition termina cuando el jugador pulsa el botón equivocado, se queda sin tiempo o alcanza la máxima puntuación de 99. 

### Recarga rápida(Rapid Recharge)
Botones al azar se iluminarán durante un corto período de tiempo. Cuando un botón que ha estado encendido durante un determinado período de tiempo, empezará a parpadear y dará una alarma de advertencia acústica. El jugador debe presionar rápidamente el botón para "recargar" la misma. El jugador gana si al mismo tiempo puede cargar todos los botones. El juego termina si el jugador falla en recargar cualquiera de los botones a tiempo o gana el juego. 

### Secuencia de pánico(Pattern Panic)
Una secuencia de botones se iluminan y sus colores son hablados, comenzando con un botón en la primera ronda, dos en la siguiente, etc. El jugador tiene cinco segundos para pulsar correctamente la misma secuencia de botones. El juego finaliza cuando el jugador pulsa el botón equivocado, se queda sin tiempo o gana el juego.

### Atrapa la luz(Cube Catcher)
Varios botones se iluminan de forma aleatoria. El jugador tiene treinta segundos para presionar tantos botones correctos como sea posible. La advertencias del tiempo son dadas a los 30, 25, 20, 15, 10, 5, 4, 3, 2 y 1 segundo. Después de que el tiempo se agota, la precisión del jugador se le asigna un número en porcentaje. El jugados solo podrá pasar al siguiente nivel si el número asignado en porcentaje es mayor a un 70%. De lo contrario el jugador deberá iniciar de cero.

### Locura múltiple(Multiplayer Madness)
Es el mismo como "velocidad de la luz", pero para muchos jugadores. El cubo se pasa entre los jugadores. Cuando un jugador no puede presionar el botón a tiempo o presiona el botón equivocado, ese jugador es eliminado. Al final, un jugador gana.

### Descifra el código(Code Cracker)
El jugador debe tratar de adivinar el orden en que los botones que deben ser presionados. Si un botón se pulsa mal, suena una alarma y el jugador debe comenzar de nuevo. Una vez que el "código" es "roto", al jugador se le dice cuánto tiempo, puntos e intentos le tomó.